# Love Lies Bleeding
Love Lies Bleeding (bra: Love Lies Bleeding: O Amor Sangra; prt: Amor em Sangue) é um filme britânico-estadunidense de 2024, do gênero suspense romântico, dirigido por Rose Glass, e estrelado por Kristen Stewart, Katy O'Brian e Ed Harris. Com um roteiro que Glass coescreveu ao lado de Weronika Tofilska, a trama retrata a história da relação entre uma reclusa gerente de academia com uma família criminosa e uma ambiciosa fisiculturista bissexual.
"Love Lies Bleeding" estreou no Festival Sundance de Cinema em 20 de janeiro de 2024. Nos Estados Unidos, o filme foi distribuído nos cinemas com um lançamento limitado em 8 de março de 2024, pela A24. Em Portugal, a produção foi lançada nos cinemas em 14 de março de 2024. No Brasil, foi distribuída em 1.º de maio de 2024, pela Synapse Distribution. No Reino Unido, o filme foi lançado em 3 de maio de 2024.

## Enredo
Em 1989, em uma pequena cidade rural do Novo México, Louise "Lou" Langston (Kristen Stewart), uma reservada gerente de academia, possui problemas para lidar com seus relacionamentos com sua irmã Bethany "Beth" (Jena Malone), seu cunhado J. J. (Dave Franco), e sua amiga provocante Daisy (Anna Baryshnikov). Uma noite, na academia, Lou é confrontada por agentes do FBI, que procuram informações sobre seu pai distante, Lou Sr. (Ed Harris), e suas conexões criminosas. Pouco tempo depois, Lou conhece Jaqueline "Jackie" Cleaver (Katy O'Brian), uma fisiculturista bissexual que está na cidade se preparando para uma competição em Las Vegas. Lou oferece esteroides para ajudar Jackie em seu treinamento, e, apesar de recusar a princípio, Jackie acaba aceitando. Após uma noite de amor, as duas passam a morar juntas. Com o passar das semanas, elas se apaixonam, enquanto Jackie aumenta progressivamente as doses de esteroides em seu treinamento.
Jackie e Lou participam de um jantar constrangedor com J. J. e Beth, durante o qual Lou ameaça seu cunhado devido ao seu comportamento abusivo em relação a Beth. Em resposta, J. J. revela que ele e Jackie tiveram relações sexuais na primeira noite dela na cidade, em troca de um emprego como garçonete no estande de tiro de Lou Sr. Indignada e cheia de raiva, Lou diz a Jackie que gostaria de matar J. J. por causa do abuso que ele impõe em Beth, que é a única razão pela qual ela ainda não deixou a cidade.
No dia seguinte, Beth é internada devido às graves agressões infligidas por J. J. Ao lado da cama, Lou Sr. promete proteger Beth e se encarregar de seu genro. Consumida pela raiva provocada pelo uso de esteroides, Jackie invade secretamente a casa de Beth e J. J. e espanca-o até a morte. Lou encontra o corpo de J. J. e, temendo que Jackie seja presa, decide incriminar seu pai pelo assassinato. Com a ajuda de Jackie, Lou joga um carro e o corpo de J. J. em um desfiladeiro que, na verdade, serve como local de descarte dos corpos dos diversos inimigos criminosos de Lou Sr. As duas ateiam fogo ao carro, criando uma grande coluna de fumaça que, na manhã seguinte, atrai as autoridades para o local.
No dia seguinte, Lou volta à casa de sua irmã para limpar as evidências do assassinato, enquanto Jackie continua a usar esteroides, ficando cada vez mais agitada. Após uma briga, Jackie decide deixar Lou e pega uma carona até Las Vegas para a competição de fisiculturismo. Durante sua apresentação individual, Jackie alucina e imagina vomitar o corpo inteiro de uma Lou já adulta, antes de atacar outra competidora, o que resulta em sua prisão.
Enquanto isso, Daisy descobre a participação de Lou e Jackie no assassinato de J. J. após vê-las dirigindo para o desfiladeiro na noite anterior e começa a chantagear Lou para forçá-la a manter um relacionamento com ela. Após interceptar uma ligação de Lou, Jackie entra em contato com Lou Sr. para que ele a tire da prisão. Depois de conseguir sua liberdade, Lou Sr. pressiona Jackie a matar Daisy, a única testemunha do assassinato. Após atirar em Daisy no apartamento de Lou, Jackie reencontra-se com Lou Sr., mas é nocauteada por ele. Lou Sr. liga para sua filha e informa que planejou que Jackie assumisse a culpa pelas mortes de J. J. e Daisy. No entanto, Lou, que já ajudou seu pai em assassinatos no passado, revela sua intenção de cooperar com a investigação do FBI se ele chegar a armar uma armadilha para Jackie.
Lou Sr. envia um policial que está sob seu controle para matar Lou, mas ela consegue dominá-lo antes de dirigir até a casa de seu pai para resgatar Jackie. Na residência de Lou Sr., Beth, ao descobrir a participação de Lou na morte de seu marido, a confronta diretamente. Lou encontra Jackie e a liberta, mas, enquanto tentam escapar, Lou Sr. atira na perna de Lou. Jackie, tendo crescido até um tamanho gigantesco devido ao uso de esteroides, imobiliza Lou Sr., e Lou considera matá-lo, mas decide deixá-lo para a polícia.
Lou e Jackie fogem. Na manhã seguinte, Lou se dá conta de que Daisy, embora tenha sofrido um ferimento quase fatal, ainda está viva na caçamba da caminhonete. Em um acesso de raiva, Lou a estrangula e despeja seu corpo em um campo próximo enquanto Jackie dorme.

## Elenco
- Kristen Stewart como Louise "Lou" Langston, uma reclusa gerente de academia[13]
- Katy O'Brian como Jaqueline "Jackie" Cleaver, uma fisiculturista em ascensão
- Jena Malone como Bethany "Beth" Langston, a irmã de Lou
- Anna Baryshnikov como Daisy, uma mulher obcecada por Lou
- Dave Franco como J. J., o marido de Beth
- Ed Harris como Lou Langston, Sr., o pai distante de Lou

## Produção
O filme, uma coprodução entre a A24 e a Film4, foi o segundo dirigido pela cineasta inglesa Rose Glass. Kristen Stewart declarou ser fã do trabalho anterior de Glass, "Saint Maud" (2019), e mencionou seu envolvimento no filme em março de 2022. Sua escalação foi divulgada em abril daquele ano. Anna Baryshnikov, Katy O'Brian, Dave Franco, Ed Harris, e Jena Malone se juntaram ao elenco em junho. O'Brian revelou em uma entrevista que teve que fazer o teste para interpretar a personagem, seu primeiro papel principal, seis vezes.
As filmagens foram iniciadas em Albuquerque, Novo México, em junho de 2022. A produção foi concluída em agosto de 2022.

## Lançamento

Kristen Stewart e a diretora Rose Glass no 74.º Festival Internacional de Cinema de Berlim.

O filme teve sua estreia na seção Midnight do Festival Sundance de Cinema em 20 de janeiro de 2024, seguida pela sua estreia europeia em 18 de fevereiro de 2024, no 74.º Festival Internacional de Cinema de Berlim, na seção Berlinale Special Gala. A pré-estreia britânica foi realizada no Festival de Cinema de Glasgow, em 28 de fevereiro.
Com um lançamento limitado em Nova Iorque e Los Angeles, o filme foi distribuído em cinco cinemas pela A24 em 8 de março de 2024, até expandir para um lançamento nacional em 15 de março. A Lionsgate adquiriu os direitos de exibição do filme no Reino Unido em novembro de 2023, com a produção programada para ser lançada nos cinemas britânicos em 3 de maio de 2024.
Em Portugal, a produção foi lançada nos cinemas em 14 de março de 2024. No Brasil, o filme foi distribuído em 1.º de maio de 2024, pela Synapse Distribution.

## Recepção
Manohla Dargis, em sua crítica para o jornal The New York Times, elegeu o filme como a Escolha da Crítica, escreveu que o filme possui prováveis influências das obras de James M. Cain, Jim Thompson, David Lynch e os Irmãos Coen, e acrescentou: "Por grande parte do tempo ... [o filme] consegue transcender suas influências o suficiente para permanecer cativante; às vezes faz algo ainda mais interessante com seus pontos de referência ... Glass se apropria liberalmente, mas não de forma mecânica". Saffron Maeve, para o Toronto Star, deu ao filme 3,5/4 estrelas, escrevendo que "Love Lies Bleeding torna-se cada vez mais complicado ... Mas esse estranhamento narrativo é baseado em sua intenção".
No site agregador de críticas Rotten Tomatoes, 94% das 265 resenhas dos críticos são positivas, com uma classificação média de 7,8/10. O consenso do site diz: "Luxúria e violência colidem de forma poderosamente pulsante em Love Lies Bleeding, uma adição bem-sucedida ao crescente corpo de trabalho excepcional da escritora e diretora Rose Glass". O Metacritic, que usa uma média ponderada, atribuiu ao filme uma pontuação de 77 em 100, baseado em 53 críticos, indicando críticas "geralmente favoráveis". O público entrevistado pelo PostTrak deu ao filme uma pontuação positiva de 78%, com uma média de 3,5/5 estrelas.

### Bilheteria
De acordo com os registros da A24, o filme arrecadou US$ 8.335.797 nacionalmente e US$ 4.441.081 no exterior, totalizando US$ 12.776.878 mundialmente.
Em seu fim de semana de estreia, o filme arrecadou US$ 276.618 dos cinco cinemas que o exibiam durante seu lançamento limitado, uma média de US$ 55.324 por local. Após expandir sua distribuição para 1.362 cinemas no fim de semana seguinte, o filme arrecadou US$ 2,5 milhões, ficando em sexto lugar nas bilheterias.

## Prêmios e indicações
| Ano  | Cerimônia                      | Categoria                                                      | Indicado             | Resultado | Ref.          |
| ---- | ------------------------------ | -------------------------------------------------------------- | -------------------- | --------- | ------------- |
| 2024 | Astra Film and Creative Awards | Melhor filme                                                   | "Love Lies Bleeding" | Indicado  | [ 31 ] [ 32 ] |
| 2024 | Astra Film and Creative Awards | Melhor filme independente                                      | "Love Lies Bleeding" | Venceu    | [ 31 ] [ 32 ] |
| 2024 | Astra Film and Creative Awards | Melhor atriz                                                   | Kristen Stewart      | Indicada  | [ 31 ] [ 32 ] |
| 2024 | Astra Film and Creative Awards | Melhor atriz coadjuvante                                       | Katy O'Brian         | Venceu    | [ 31 ] [ 32 ] |
| 2024 | Golden Trailer Awards          | Melhor trailer curto de terror/suspense para um longa-metragem | "Threat"             | Indicado  | [ 33 ]        |